# Jussi Välimäki
Jussi Välimäki (ur. 10 września 1974 w Tampere) – fiński kierowca rajdowy. Jeden raz w swojej karierze był mistrzem kraju, jeden raz wicemistrzem kraju, a w 2005 roku sięgnął po Mistrzostwo Azji i Pacyfiku.
W 1998 roku Välimäki zadebiutował w Rajdowych Mistrzostwach Świata. Pilotowany przez Jarkko Kalliolepo i jadący Oplem Astrą GSI 16V zajął wówczas 35. miejsce w Rajdzie Szwecji. Od 1998 do 2000 roku w Mistrzostwach Świata startował jedynie w Rajdzie Szwecji, Finlandii i Wielkiej Brytanii. W 2001 roku rozpoczął starty samochodem Peugeot 206 XS S1600 w serii S1600 i zajął w niej 9. miejsce. Z kolei w 2002 roku startował w Junior WRC autem Citroën Saxo VTS S1600 (14. pozycja). W 2003 roku był członkiem Hyundai World Rally Team i zaliczył 4 starty fabrycznym Hyundaiem Accentem WRC, jednak żadnego z nich nie ukończył. W 2004 roku także startował Hyundaiem i dzięki zajęciu 7. miejsca w Rajdzie Meksyku zdobył pierwsze punkty w karierze w klasyfikacji generalnej w Mistrzostwach Świata. W 2006 roku startował Mitsubishi Lancerem WRC. W Rajdzie San Remo był piąty, a w Rajdzie Finlandii - siódmy, dzięki czemu zdobył łącznie 6 punktów do klasyfikacji MŚ.
Swój debiut rajdowy Välimäki zaliczył w 1993 roku samochodem Peugeot 205 GTi 1.6. Swoje sukcesy osiągał w mistrzostwach Finlandii. W 2007 roku został rajdowym mistrzem kraju, a w 2008 roku wywalczył jego wicemistrzostwo. Wcześniej w 2005 roku wywalczył Mistrzostwo Azji i Pacyfiku jadąc Mitsubishi Lancerem Evo 8. W edycji mistrzostw wygrał 4 rajdy: Rajd Canberry, Rajd Nowej Kaledonii, Rajd Indonezji i Rajd Tajlandii.

## Występy w mistrzostwach świata
| Sezon | Zespół                     | Samochód                                                          | 1      | 2       | 3          | 4             | 5         | 6         | 7         | 8             | 9             | 10            | 11            | 12              | 13              | 14              | 15              | 16              | Punkty | Miejsce |
| ----- | -------------------------- | ----------------------------------------------------------------- | ------ | ------- | ---------- | ------------- | --------- | --------- | --------- | ------------- | ------------- | ------------- | ------------- | --------------- | --------------- | --------------- | --------------- | --------------- | ------ | ------- |
| 1998  | Jussi Välimäki             | Opel Astra GSI 16V                                                | Monako | 35      | Kenia      | Portugalia    | Hiszpania | Francja   | Argentyna | Grecja        | Nowa Zelandia | 38            | Włochy        | Australia       | Wielka Brytania |                 |                 |                 | 0      | -       |
| 1999  | Jussi Välimäki             | Mitsubishi Lancer Evo 6                                           | Monako | Szwecja | Kenia      | Portugalia    | Hiszpania | Francja   | Argentyna | Grecja        | Nowa Zelandia | NU            |               | Włochy          | Australia       | Wielka Brytania |                 |                 | 0      | -       |
| 2000  | Jussi Välimäki             | Mitsubishi Lancer Evo 4 Ford Escort WRC Mitsubishi Lancer Evo 6   | Monako | 30      | Kenia      | Portugalia    | Hiszpania | Argentyna | Grecja    | Nowa Zelandia | 13            | Cypr          | Francja       | Włochy          | Australia       | 31              |                 |                 | 0      | -       |
| 2001  | Jussi Välimäki             | Peugeot 206 XS S1600                                              | Monako | Szwecja | Portugalia | NU            | Argentyna | Cypr      | 31        | Kenia         | 36            | Nowa Zelandia | NU            | 29              | Australia       | NU              |                 |                 | 0      | -       |
| 2002  | Jussi Välimäki             | Citroën Saxo VTS S1600 Toyota Corolla WRC Mitsubishi Lancer Evo 6 | NU     | 18      | Francja    | NU            | Cypr      | Argentyna | NU        | Kenia         | NU            | NU            | 23            | Nowa Zelandia   | 15              | 27              |                 |                 | 0      | -       |
| 2003  | Hyundai World Rally Team   | Hyundai Accent WRC                                                | Monako | NU      | Turcja     | NU            | Argentyna | NU        | Cypr      | Niemcy        | NU            | Australia     | Włochy        | Francja         | Hiszpania       | Wielka Brytania |                 |                 | 0      | -       |
| 2004  | Hyundai Motorsport Finland | Hyundai Accent WRC                                                | 11     | Szwecja | 7          | Nowa Zelandia | NU        | NU        | Turcja    | Argentyna     | 26            | 14            | Japonia       | Wielka Brytania | Włochy          | Francja         | Hiszpania       | Australia       | 2      | 26.     |
| 2005  | Ralliart Italia            | Mitsubishi Lancer Evo 8                                           | Monako | 21      | Meksyk     | Nowa Zelandia | Włochy    | Cypr      | Turcja    | Grecja        | Argentyna     | Finlandia     | Niemcy        | Wielka Brytania | Japonia         | Francja         | Hiszpania       | Australia       | 0      | -       |
| 2006  | Jussi Välimäki             | Mitsubishi Lancer WRC                                             | Monako | Szwecja | Meksyk     | Hiszpania     | Francja   | Argentyna | 5         | 9             | Niemcy        | 7             | Japonia       | Cypr            | Turcja          | Australia       | Nowa Zelandia   | Wielka Brytania | 6      | 17.     |
| 2008  | STC-Meat Rally Team        | Mitsubishi Lancer Evo 9                                           | Monako | Szwecja | Meksyk     | Argentyna     | Jordania  | Włochy    | Grecja    | Turcja        | 14            | Niemcy        | Nowa Zelandia | Hiszpania       | Francja         | Japonia         | Wielka Brytania |                 | 0      | -       |